# اسکندر جوادف
اسکندر جوادف (روسی: Искендер Джавад-оглы Джавадов؛ زادهٔ ۲ اوت ۱۹۵۶) بازیکن فوتبال اهل اتحاد جماهیر شوروی سوسیالیستی است.
از باشگاه‌هایی که در آن بازی کرده‌است می‌توان به باشگاه فوتبال دینامو مسکو، باشگاه فوتبال کپز، باشگاه فوتبال زیمبرو کیشیناو، و باشگاه فوتبال نفتچی باکو اشاره کرد.